# 約會大作戰 (單曲)
《約會大作戰》（日语： Dēto A Raibu）是日本音樂組合sweet ARMS的第2張单曲，由日本古倫美亞於2013年5月8日發行。收錄曲目由渡部紫緒、坂部剛製作。

## 概要
單曲《約會大作戰》收錄的同名歌曲為電視動畫《約會大作戰》第一季的片頭曲。此曲在內容上，氣力之中蘊含柔和，帥氣而有現場表演感；結構上，節奏在間奏與D旋律中減弱，如此流入有氣勢的副歌。因此富樫美鈴耗盡體力，但歌曲成為歌唱時表現歌詞世界觀、需要些許思考的歌曲。此外野水伊織表示副歌融入了自己所飾演四糸乃的心情。
音樂錄影帶（PV）如富樫美鈴所說內容「中二感滿溢」，服裝也選取有中二風格的哥德時尚與哥德蘿莉塔等黑色系服裝。攝影從早上持續至深夜，日程十分嚴格。
單曲分初回限定盤（COZC-770/1）與通常盤（COCC-16712）兩種版本發行，初回限定盤含有收錄歌曲〈約會大作戰〉PV，以及PV與封套攝影製作影像的DVD。封套插畫為動畫女主角夜刀神十香、鳶一折紙、手持四糸奈的四糸乃、五河琴里、時崎狂三。
單曲的B面曲〈Date in Utopia〉（デート・イン・ユートピア）為PlayStation 3遊戲《約會大作戰 凜禰烏托邦》（デート・ア・ライブ 凜祢ユートピア）的開場曲，適於實況。味里歌唱時混有吐氣聲，顯得性感，這是出於工作人員事前的事前指示。此外佐土原香織表示她一邊做出攻進狀一邊歌唱。

## 收錄曲目
| CD單曲   | CD單曲                                                 | CD單曲 |
| 曲序     | 曲目                                                   | 时长   |
| -------- | ------------------------------------------------------ | ------ |
| 1.       | 約會大作戰（）                                         | 4:39   |
| 2.       | Date in Utopia（）                                     | 4:07   |
| 3.       | 約會大作戰 (Bossa Nova Arrange)（）                    | 5:02   |
| 4.       | 約會大作戰 (Original Karaoke)（）                      | 4:39   |
| 5.       | Date in Utopia (Original Karaoke)（）                  | 4:08   |
| 6.       | 約會大作戰 (Bossa Nova Arrange) (Original Karaoke)（） | 5:01   |
| 总时长： | 总时长：                                               | 27:36  |

| DVD（僅初回限定盤） | DVD（僅初回限定盤）                      |
| 曲序                | 曲目                                     |
| ------------------- | ---------------------------------------- |
| 1.                  | 約會大作戰 (PV)（）                      |
| 2.                  | 約會大作戰 (PV&封套攝影製作映像 etc)（） |